# Aleksander Łaski
Aleksander Michał Łaski (ur. ok. 1858, zm. 4 lipca 1907 w Otwocku) – polski aktor i reżyser teatralny, dyrektor teatrów prowincjonalnych i warszawskiego teatru ogródkowego „Eldorado”.

## Kariera aktorska i reżyserska
Był uczniem Emiliana Derynga i w jego zespole debiutował. W kolejnych latach występował w zespołach teatrów prowincjonalnych: Juliana Grabińskiego (1883), Julii Otrembowej (1883–1884), Józefa Puchniewskiego (1884), Kazimierza i Stanisława Sarnowskich (1885–1890 – w tym zespole był także reżyserem), Tomasza Smotryckiego (1886) oraz Mieczysława Skirmunta i Eugeniusza Majdrowicza (1896–1897), a także w warszawskich teatrach ogródkowych: „Belle Vue” i „Eldorado”. W 1882 r. występował w epizodycznych rolach w teatrze krakowskim. W sezonie 1882/1883 należał do zespołu teatru poznańskiego. Występował dwukrotnie w Warszawskich Teatrach Rządowych. W latach 1891–1892 i 1894–1896 był reżyserem w teatrze poznańskim. W ostatnich latach życia pracował jako urzędnik w dyrekcji Warszawskich Teatrów Rządowych. Grał m.in. role: Szymka Kosturka (Emigracja chłopska), Hilarego (Mąż z grzeczności), Florka (Florek), Gustawa (Śluby panieńskie), Adolfa (Dom otwarty), Helmera (Nora), Wacka (Wicek i Wacek), Zbigniewa (Mazepa) i Pagatowicza (Grube ryby).

## Zarządzanie zespołami teatralnymi
W 1886 prowadził własny zespół, wraz z którym występował w Piotrkowie i Częstochowie. W latach 1890–1891 prowadził zespół w Płocku. Latem 1891 r. kierował warszawskim teatrem ogródkowym „Eldorado”.

## Życie prywatne
Jego żoną była artystka teatralna Michalina z Blechowskich.